# 彦根市立鳥居本小学校・中学校
彦根市立鳥居本小中学校（ひこねしりつとりいもとしょうちゅうがっこう）は、滋賀県彦根市にある公立小学校・中学校。彦根市で唯一の小中一貫校である。2015年度には鳥居本学園（とりいもとがくえん）として小中一貫校になった。

## 沿革
- 1886年（明治19年）11月 - 尋常科、鳥居本小学校開設[1]
- 1891年（明治24年）4月 - 小学校規則改正され、鳥居本尋常小学校と改称[1]
- 1947年（昭和22年）4月20日 - 鳥居本村立鳥居本中学校創立（鳥居本小学校の校舎の一部を使用）[1]
- 1948年（昭和23年）4月1日 - 鳥居本村、米原町、坂田村、息長村の組合立河南中学校と改称[1]
- 1949年（昭和24年）4月1日 - 米原町・鳥居本村組合立米原中学校と改称[1]
- 1952年（昭和27年）4月1日 - 彦根市と合併し、彦根市鳥居本中学校と改称。またこの年に小学校も彦根市立鳥居本小学校と改称
- 1954年（昭和29年） - 完全給食実施
- 2015年（平成27年）4月 - 鳥居本小学校・鳥居本中学校統合、小中一貫型小中学校「鳥居本学園」開校[1]